# Braunkehl-Honigfresser

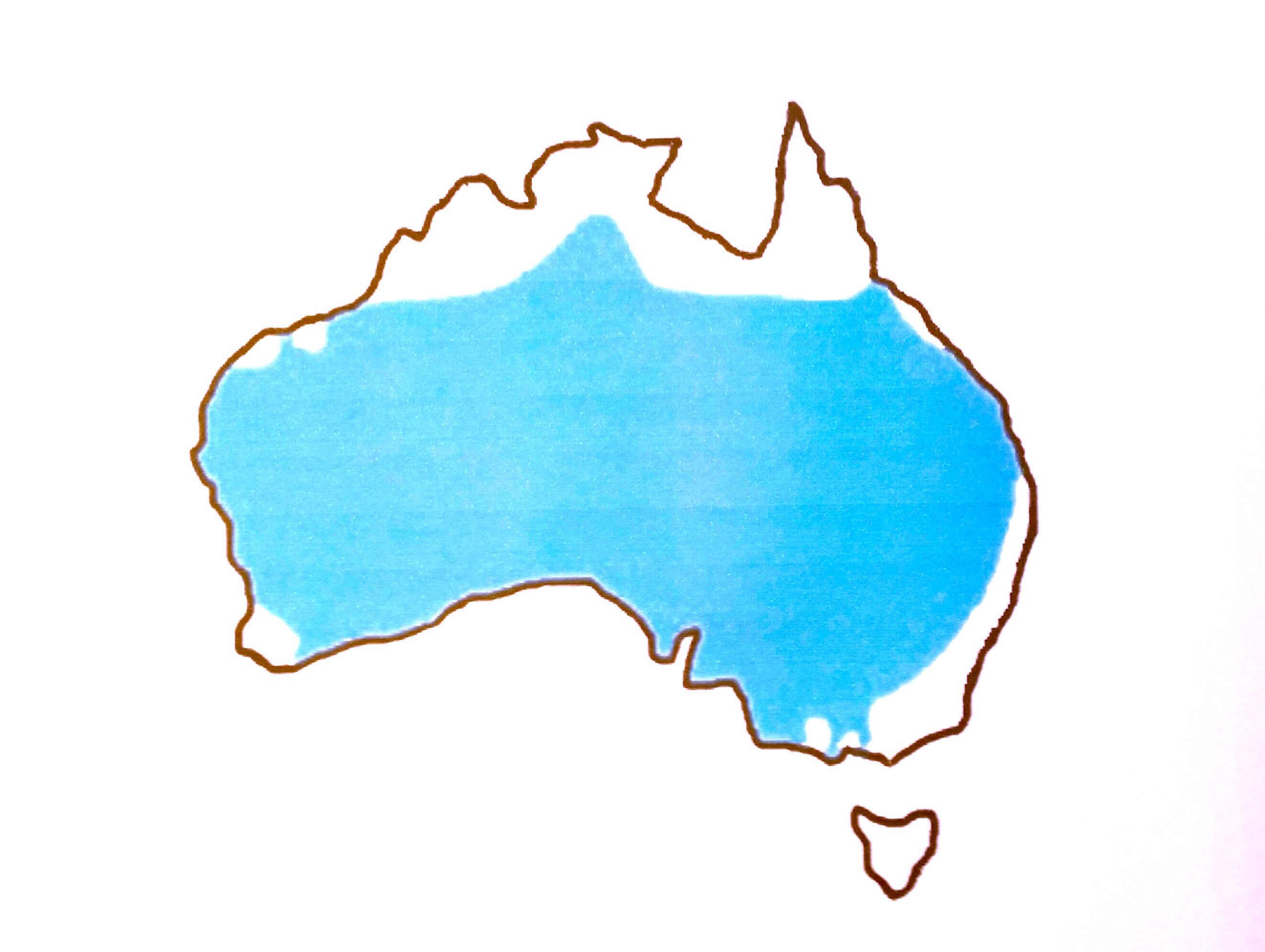
Verbreitungsgebiet des Braunkehl-Honigfressers

Der Braunkehl-Honigfresser (Acanthagenys rufogularis) ist ein endemisch in Australien vorkommender Singvogel aus der Familie der Honigfresser.

## Merkmale
Braunkehl-Honigfresser erreichen eine Länge von 22 bis 27 Zentimetern und ein Gewicht von 39 bis 77 Gramm bei den Männchen sowie von 34 bis 57 Gramm bei den Weibchen. Die Geschlechter unterscheiden sich farblich nicht. Die Oberseite einschließlich der Flügel und Schwanzfedern ist graubraun gefärbt. Die meisten Federn sind weißlich eingefasst, die Schwanzspitze ist weiß. Der Kopf ist bräunlich marmoriert, Kehle und Brust sind hellbraun. Vom Schnabelansatz erstreckt sich ein rosa Streifen nackter Haut, der sich unter dem Auge zu einem bartähnlichen Büschel aus feinen weißen Federn erweitert. Der Bauch ist cremefarben und zeigt eine schuppenförmige braune Zeichnung. Der Schnabel ist hellrot mit einer schwarzen Spitze. Beine und Füße sind dunkelgrau, die Iris ist hellblau. Aufgrund der markanten Zeichnung ist die Art unverwechselbar.

## Verbreitung, Unterarten und Lebensraum
Der Braunkehl-Honigfresser kommt in allen Bundesstaaten Australiens verbreitet vor. Er fehlt lediglich in der Südwestspitze von Western Australia, im Südosten von New South Wales sowie im hohen Norden des Kontinents. Bevorzugter Lebensraum sind gebüschreiche Wälder mit Eukalyptusbäumen. Er kommt ebenfalls auf landwirtschaftlich genutzten Flächen sowie in Gärten und Parkanlagen vor. Die Höhenverbreitung reicht vom Meeresspiegel bis auf 1260 Meter. Unterarten werden nicht geführt.

## Lebensweise
Braunkehl-Honigfresser leben einzeln, paarweise oder in kleinen Gruppen und sind relativ standorttreu. Kleinere saisonale Wanderungen finden statt, wenn sie der aktuellen Blüte ihrer Nahrungspflanzen folgen, um an den frischen Blütennektar zu gelangen. Außerdem ernähren sie sich von Insekten, einigen Spinnentieren sowie zuweilen von Obst und Samen. Gelegentlich werden kleine Wirbeltiere, beispielsweise Eidechsen oder Nestlinge anderer Vogelarten erbeutet. In einer Studie wurde das Verhältnis von Nektar zu Insekten mit halb und halb ermittelt. Der Ruf ist laut und besteht aus einer Serie flüssiger Vokalisen, erklingt 5 bis 6 Sekunden lang und wird in Intervallen wiederholt. Der Ruf kann während des gesamten Tages erschallen, schwerpunktmäßig jedoch am Morgen. Er wird von beiden Geschlechtern im Flug, am Boden oder von Zweigen vorgetragen. Bei Gefahr ertönt ein „tok-tok“ klingender Warnruf. Braunkehl-Honigfresser sind auch in der Lage, die Rufe anderer Arten zu imitieren.
Die Art brütet das gesamte Jahr über, schwerpunktmäßig in den Monaten August bis November. Das tassenförmige Nest wird aus trockenem Gras, Zweigen und Rindenstreifen, die mit Spinnenfäden verwebt werden, angelegt. Es wird mit weicher Vegetation, Federn, Haaren und Fell ausgekleidet. Das Nest wird an einem Baum oder Strauch in Höhen zwischen einem und 14 Metern über dem Erdboden angelegt. Ein Gelege besteht typischerweise aus zwei oder drei Eiern und wird für 14 bis 15 Tage bebrütet. Beide Eltern füttern die Küken, die nach 14 bis 19 Tagen das Nest verlassen. Die Jungvögel werden dann mindestens 12 weitere Tage von den Eltern versorgt. Die Art wird zuweilen vom Blasskuckuck (Heteroscenes pallidus) parasitiert.

## Gefährdung
Obwohl die Bestände des Braunkehl-Honigfressers in Australien im Rückgang begriffen sind, wird die Art von der Weltnaturschutzorganisation IUCN als „least concern = nicht gefährdet“ geführt. Die Art wird einerseits durch landwirtschaftliche Urbarmachung verdrängt, andererseits tritt sie zuweilen in Weinbergen als Schädling auf.